# Inocybe castanea
Inocybe castanea är en svampart som tillhör divisionen basidiesvampar, och som beskrevs av Peck. Inocybe castanea ingår i släktet Inocybe, och familjen Crepidotaceae. Arten är reproducerande i Sverige.